# Campionati europei cadetti di scherma 2013
I Campionati europei cadetti di scherma del 2013 ("2013 European Cadets Fencing Championships") sono stati organizzati dalla Confederazione europea di scherma e si sono svolti a Budapest in Ungheria, dal 26 febbraio al 2 marzo 2013.
Nel fioretto, si sono aggiudicati i titoli dei campionati europei il tedesco Bjoern-Erik Weiner, che ha battuto in finale il russo Andrey Matveev, e la magiara Viktoria Mesteri-Schmel che ha avuto la meglio sulla rumena Maria Boldor.
Nella spada il magiaro Zsombor Banyai ha battuto in finale l'ucraino Sergej Horetskiy, ottenendo il titolo europeo cadetti maschile, mentre tra le donne la tedesca Nadine Stahlberg ha superato la russa Maria Obraztsova.
Nella sciabola l'italiano Gherardo Caranti prevale sull'ucraino Bogdan Platonov, mentre la russa Anastasia Gogoleva ha battuto la francese Margaux Rifkiss.
Nei campionati europei cadetti a squadre maschili, la nazionale francese ha prevalso nella finale del fioretto contro la Germania, mentre la nazionale magiara ha vinto nella spada contro la formazione italiana, ed infine la nazionale ucraina ha avuto la meglio sulla compagine italiana nella sciabola.
Nei campionati europei cadetti a squadre femminili, la nazionale magiara ha prevalso nella finale del fioretto contro la Polonia, l'Italia ha vinto nella spada contro la compagine russa, ed infine la formazione russa ha avuto la meglio sulla nazionale italiana nella sciabola.

## Podi

### Uomini
| Specialità  | Oro                                                                        | Argento                                                                        | Bronzo                                                              |
| Individuali |                                                                            |                                                                                |                                                                     |
| Fioretto    | Bjoern-Erik Weiner                                                         | Andrey Matveev                                                                 | Daniel Dosa Uladzislau Lahunou                                      |
| Spada       | Zsombor Banyai                                                             | Sergej Horetskiy                                                               | Enrico Bergamini Martin Rubes                                       |
| Sciabola    | Gherardo Caranti                                                           | Bogdan Platonov                                                                | Artsiom Novikau Kostyantyn Voronov                                  |
| A squadre   |                                                                            |                                                                                |                                                                     |
| Fioretto    | Francia Alexandre Sido Theo Sebban Maximilien Chastanet Enguerand Roger    | Germania Hendrik Christen Lukas Hoerger Bjoern-Erik Weiner Ciaran Veitenheimer | Russia Marat Bakirov Nikolai Bobylev Alexey Chuev Andrey Matveev    |
| Spada       | Ungheria Zsombor Banyai Levente Buta Gergely Siklosi Gergely Toth          | Italia Enrico Bergamini Gianluca Casaro Gabriele Risicato Federico Vismara     | Russia Emil Garifullin Ivan Limarev Evgeny Masyuk Roman Pikot       |
| Sciabola    | Ucraina Oleksandr Karakay Iurii Nikitin Bogdan Platonov Kostyantyn Voronov | Italia Gherardo Caranti Leonardo Dreossi Eugenio Castello Marco Lecci          | Francia Benjamin Roger Nael Canali Charles Colleau Baptiste Dubarry |

### Donne
| Specialità  | Oro                                                                         | Argento                                                                   | Bronzo                                                                          |
| Individuali |                                                                             |                                                                           |                                                                                 |
| Fioretto    | Viktoria Mesteri-Schmel                                                     | Maria Boldor                                                              | Martyna Dlugosz Anna Szymczak                                                   |
| Spada       | Nadine Stahlberg                                                            | Maria Obraztsova                                                          | Eleonora De Marchi Roberta Marzani                                              |
| Sciabola    | Anastasia Gogoleva                                                          | Margaux Rifkiss                                                           | Oceane Chery-Emmanuel Karolina Cieslar                                          |
| A squadre   |                                                                             |                                                                           |                                                                                 |
| Fioretto    | Ungheria Orsolya Balogh Kata Kondricz Viktoria Mesteri-Schmel Flora Pasztor | Polonia Julia Chrzanowska Martyna Dlugosz Sandra Sulik Anna Szymczak      | Italia Matilde Biagiotti Elisabetta Bianchin Erica Cipressa Camilla Rivano      |
| Spada       | Italia Nicole Abate Alice Clerici Eleonora De Marchi Roberta Marzani        | Russia Daria Filina Maria Obraztsova Arina Skolysheva Kristina Svistunova | Germania Anna Hornischer Vanessa Riedmueller Nadine Stahlberg Sophia Weitbrecht |
| Sciabola    | Russia Anna Bashta Anastasia Gogoleva Ekaterina Kostina Polina Stadnichuk   | Italia Rebecca Gargano Eloisa Passaro Bianca Pivanti Flaminia Prearo      | Francia Manon Brunet Oceane Chery-Emmanuel Marie Lecoq Margaux Rifkiss          |